# La Noue
Pour les articles homonymes, voir La Noue (homonymie) et Noue.
La Noue est une commune française, située dans le département de la Marne en région Grand Est.

## Géographie
| Champguyon | Les Essarts-lès-Sézanne |                      |
| Esternay   | La Noue                 | Mœurs-Verdey         |
|            | Esternay                | Le Meix-Saint-Epoing |

### Hydrographie

#### Réseau hydrographique
La commune est dans la région hydrographique « la Seine de sa source au confluent de l'Oise (exclu) » au sein du bassin Seine-Normandie. Elle est drainée par le ru de la Noue, le Fossé 01 du Bois du Gril d'Arcan, le ru de Louva et divers autres petits cours d'eau,.
Le ru de la Noue, d'une longueur de 10 km, prend sa source dans la commune  et se jette  dans le Grand Morin à Esternay, après avoir traversé deux communes. 

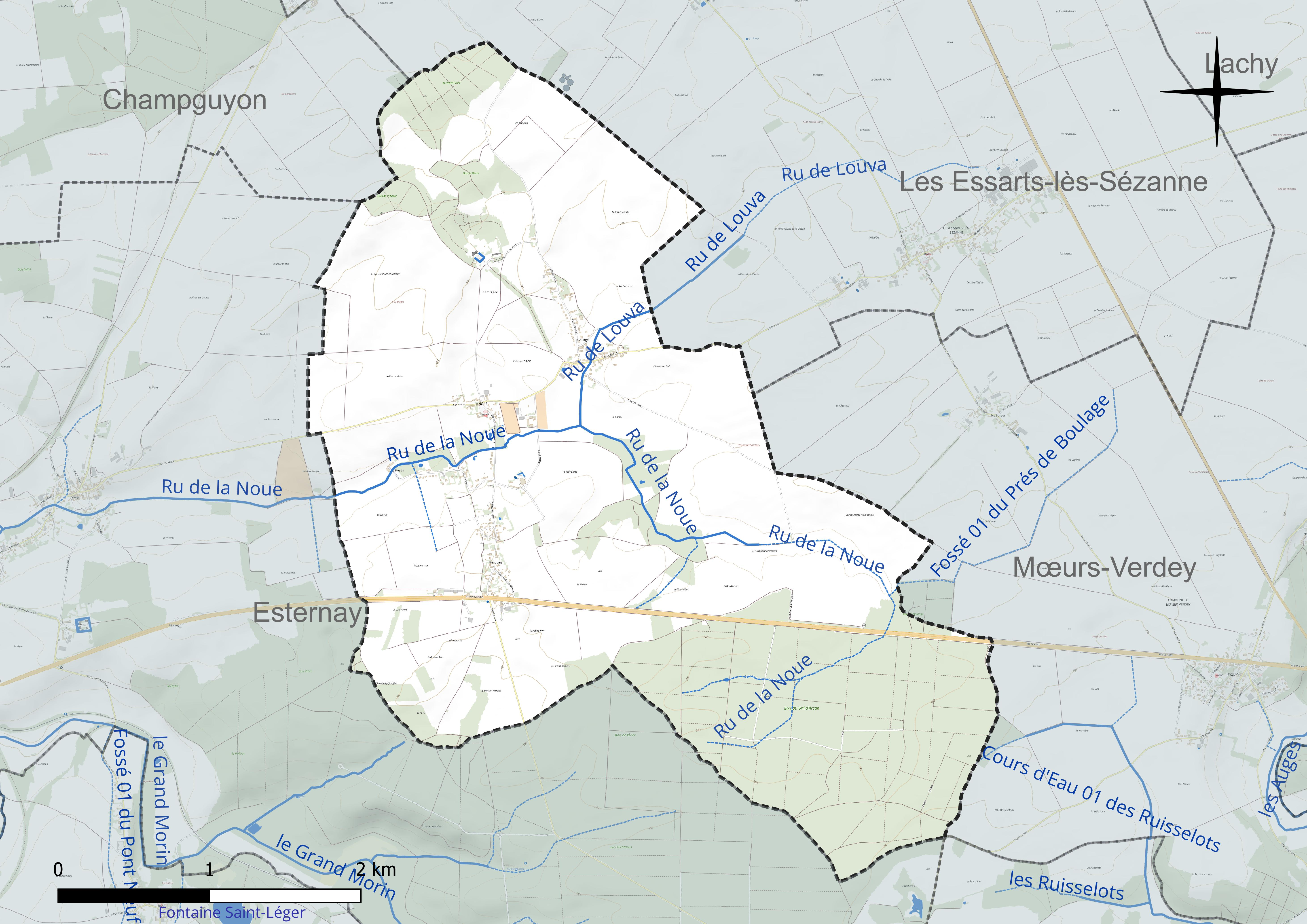
Réseau hydrographique de la Noue.

#### Gestion et qualité des eaux
Le territoire communal est couvert par le schéma d'aménagement et de gestion des eaux (SAGE) « Petit et Grand Morin ». Ce document de planification concerne le territoire des bassins versants du Petit Morin (630 km2) et du Grand Morin (1 185 km2) et se répartit sur trois départements (la Marne, l'Aisne et la Seine-et-Marne). Il a été approuvé le 21 octobre 2016. La structure porteuse de l'élaboration et de la mise en œuvre est le Syndicat mixte d'aménagement et de gestion des eaux (SMAGE) - EPAGE. 
La qualité des cours d’eau peut être consultée sur un site dédié géré par les agences de l’eau et l’Agence française pour la biodiversité. 

### Climat
Pour des articles plus généraux, voir Climat du Grand Est et Climat de la Marne.
En 2010, le climat de la commune est de type climat océanique dégradé des plaines du Centre et du Nord, selon une étude du Centre national de la recherche scientifique s'appuyant sur une série de données couvrant la période 1971-2000. En 2020, Météo-France publie une typologie des climats de la France métropolitaine dans laquelle la commune est exposée à un climat océanique altéré et est dans la région climatique  Nord-est du bassin Parisien, caractérisée par un ensoleillement médiocre, une pluviométrie moyenne régulièrement répartie au cours de l’année et un hiver froid (3 °C). 
Pour la période 1971-2000, la température annuelle moyenne est de 10,1 °C, avec une amplitude thermique annuelle de 15,6 °C. Le cumul annuel moyen de précipitations est de 785 mm, avec 12,4 jours de précipitations en janvier et 8,1 jours en juillet. Pour la période 1991-2020, la température moyenne annuelle observée sur la station météorologique de Météo-France la plus proche, « Esternay-Man », sur la commune d'Esternay à 4 km à vol d'oiseau, est de 10,9 °C et le cumul annuel moyen de précipitations est de 780,5 mm. 
La température maximale relevée sur cette station est de 42,5 °C, atteinte le 25 juillet 2019 ; la température minimale est de −25 °C, atteinte le 14 février 1956,,. 
Les paramètres climatiques de la commune ont été estimés pour le milieu du siècle (2041-2070) selon différents scénarios d'émission de gaz à effet de serre à partir des nouvelles projections climatiques de référence DRIAS-2020. Ils sont consultables sur un site dédié publié par Météo-France en novembre 2022.

## Urbanisme

### Typologie
Au 1er janvier 2024, La Noue est catégorisée commune rurale à habitat dispersé, selon la nouvelle grille communale de densité à sept niveaux définie par l'Insee en 2022.
Elle est située hors unité urbaine. Par ailleurs la commune fait partie de l'aire d'attraction de Sézanne, dont elle est une commune de la couronne,. Cette aire, qui regroupe 37 communes, est catégorisée dans les aires de moins de 50 000 habitants,.

### Occupation des sols
L'occupation des sols de la commune, telle qu'elle ressort de la base de données européenne d’occupation biophysique des sols Corine Land Cover (CLC), est marquée par l'importance des territoires agricoles (65,8 % en 2018), une proportion identique à celle de 1990 (65,8 %). La répartition détaillée en 2018 est la suivante : 
terres arables (60,6 %), forêts (32,3 %), zones agricoles hétérogènes (5,2 %), zones urbanisées (1,9 %). L'évolution de l’occupation des sols de la commune et de ses infrastructures peut être observée sur les différentes représentations cartographiques du territoire : la carte de Cassini (XVIIIe siècle), la carte d'état-major (1820-1866) et les cartes ou photos aériennes de l'IGN pour la période actuelle (1950 à aujourd'hui).

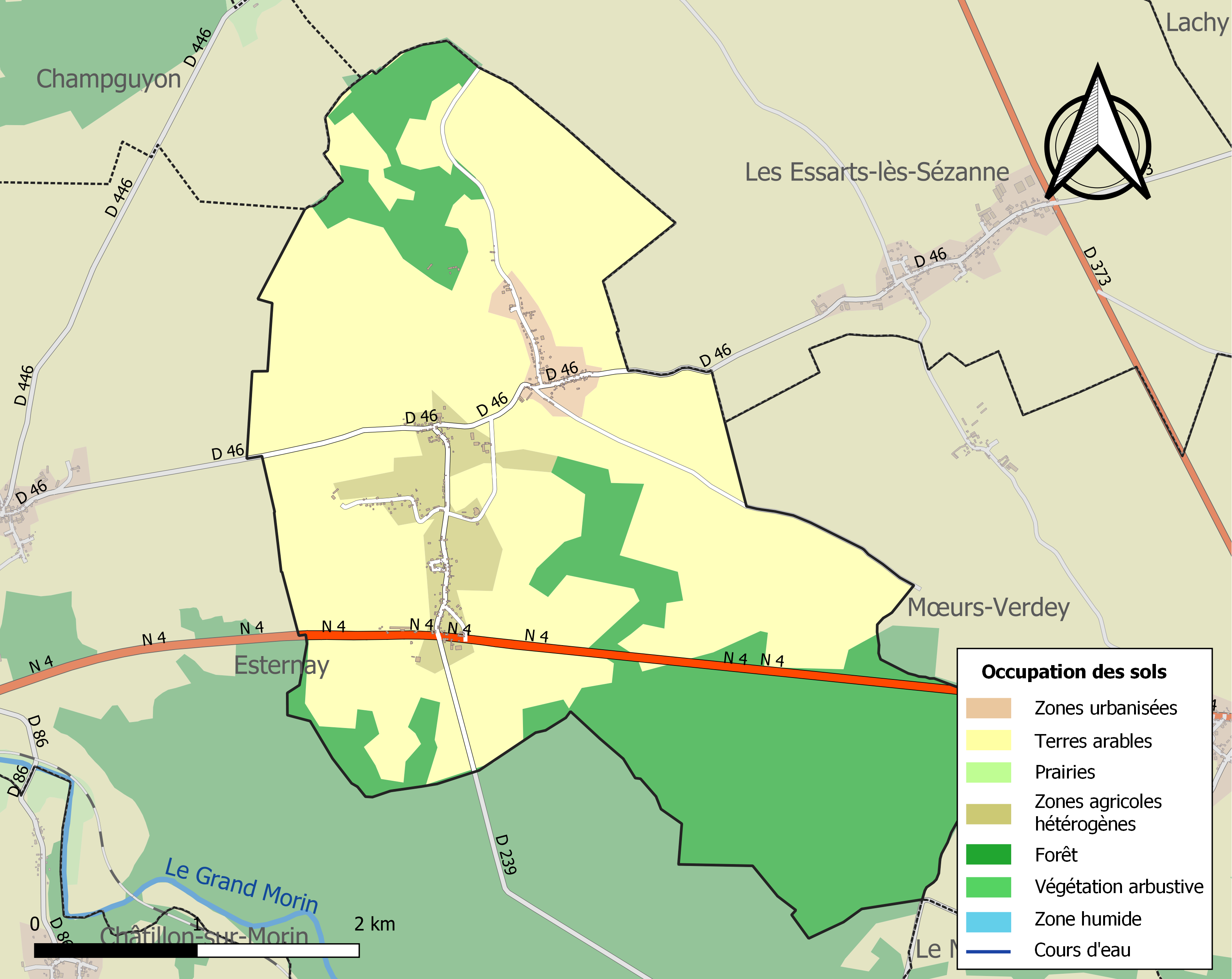
Carte des infrastructures et de l'occupation des sols de la commune en 2018 (CLC).

## Toponymie
Le nom de la localité est attesté sous les formes Lanoe (1217) ; Noa (1238) ; La Noe (vers 1252).

De l'oïl noe, d'origine gauloise. Toponyme, avec le sens de « prairie humide », « marécage », hérité du gaulois nauda.

## Politique et administration
| Période                                  | Période                      | Identité         | Étiquette | Qualité                        |
| ---------------------------------------- | ---------------------------- | ---------------- | --------- | ------------------------------ |
| Les données manquantes sont à compléter. |                              |                  |           |                                |
| 1995                                     | 2008                         | Albert Michon    |           |                                |
| 2008                                     | En cours (au 4 juillet 2014) | Bernard Queudret |           | Réélu pour le mandat 2014-2020 |

## Démographie
L'évolution du nombre d'habitants est connue à travers les recensements de la population effectués dans la commune depuis 1793. Pour les communes de moins de 10 000 habitants, une enquête de recensement portant sur toute la population est réalisée tous les cinq ans, les populations de référence des années intermédiaires étant quant à elles estimées par interpolation ou extrapolation. Pour la commune, le premier recensement exhaustif entrant dans le cadre du nouveau dispositif a été réalisé en 2006.

En 2022, la commune comptait 377 habitants, en évolution de −6,22 % par rapport à 2016 (Marne : −1,19 %, France hors Mayotte : +2,11 %).
| 1793 | 1800 | 1806 | 1821 | 1831 | 1836 | 1841 | 1846 | 1851 |
| ---- | ---- | ---- | ---- | ---- | ---- | ---- | ---- | ---- |
| 393  | 327  | 316  | 309  | 350  | 379  | 403  | 431  | 444  |

| 1856 | 1861 | 1866 | 1872 | 1876 | 1881 | 1886 | 1891 | 1896 |
| ---- | ---- | ---- | ---- | ---- | ---- | ---- | ---- | ---- |
| 430  | 453  | 457  | 409  | 412  | 388  | 374  | 376  | 333  |

| 1901 | 1906 | 1911 | 1921 | 1926 | 1931 | 1936 | 1946 | 1954 |
| ---- | ---- | ---- | ---- | ---- | ---- | ---- | ---- | ---- |
| 348  | 353  | 341  | 287  | 279  | 277  | 271  | 264  | 290  |

| 1962 | 1968 | 1975 | 1982 | 1990 | 1999 | 2006 | 2011 | 2016 |
| ---- | ---- | ---- | ---- | ---- | ---- | ---- | ---- | ---- |
| 248  | 212  | 194  | 201  | 172  | 217  | 259  | 347  | 402  |

| 2021 | 2022 | - | - | - | - | - | - | - |
| ---- | ---- | - | - | - | - | - | - | - |
| 393  | 377  | - | - | - | - | - | - | - |

## Culture locale et patrimoine

### Lieux et monuments
- Le château des Granges à La Noue 51310

Dans le cimetière, sis autour de l'église, on peut voir les tombes de François Levaillant et Jean Levaillant qui furent modifiées après 1850, date du texte ci-dessous.

« A l’extrémité sud, en face du portail de l’église on remarque une espèce de monticule ; c’est là que le fameux Le Vaillant se repose de ses longs voyages auprès de deux de ses filles ; voilà un monument trop modeste et qui ressemble à ceux des sauvages d’Afrique qu’il a découverts dans ses  voyages. Cet homme célèbre mériterait un tombeau plus digne de sa grande renommée. »

— Abbé Boitel, Recherches historiques, archéologiques et statistiques sur Esternay, son château et les communes du canton.

### Personnalités liées à la commune
- François Levaillant, ornithologue et explorateur, décédé à La Noue le 22 novembre 1824
- Jean Levaillant, général de brigade, inhumé à La Noue
- Charles Levaillant, général de division, inhumé à La Noue